# Vassaraträsket (ort)
Runt västra delen av sjön Vassaraträsket utanför Gällivare finns en bebyggelse som SCB under olika perioder har avgränsat till småorter. Först avgränsades ett område vid den nordvästra stranden som SCB gav beteckningen Vassaraträsket, område nordvästra stranden. Den omfattade år 2005 55 invånare. Vid 2010 års småortsavgränsning återfanns här färre än 50 invånare och området räknades inte längre som en småort. Vid småortsavgränsning hade definition för småorter förändrats något, och runt sjön återfanns då två småorter. Förutom den vid nordvästra stranden, återfanns en vid den södra stranden.